# Liste der denkmalgeschützten Objekte in Weißensee (Kärnten)
Die Liste der denkmalgeschützten Objekte in Weißensee enthält die denkmalgeschützten, unbeweglichen Objekte der Gemeinde Weißensee in Kärnten.

## Denkmäler
| Foto |                 | Denkmal                                                                     | Standort                               | Beschreibung | Metadaten |
| ---- | --------------- | --------------------------------------------------------------------------- | -------------------------------------- | --- | --- |
| ja   | Datei hochladen | Kath. Filialkirche hl. Martin mit Friedhof HERIS-ID: 53727 Objekt-ID: 61747 | Gatschach Standort KG: Techendorf      | Das Gebäude ist ein erstmals 1485 erwähnter, spätgotischer Bau mit Dachreiter, der im 17. Jahrhundert barockisiert wurde. An der Außenwand befindet sich ein spätgotisches Wandfresko der Maria lactans vom Anfang des 15. Jahrhunderts. Der Rokokoaltar stammt aus dem Jahr 1781. | BDA-Hist.: Q1412817 Status: § 2a Stand der BDA-Liste: 2025-06-30 Name: Kath. Filialkirche hl. Martin mit Friedhof GstNr.: .68 Kirche Gatschach |
| ja   | Datei hochladen | Evangelische Kirche HERIS-ID: 54975 Objekt-ID: 63434                        | Techendorf 263 Standort KG: Techendorf | Die Kirche ist ein neugotischer Bau, den Giovanni Colombo 1900/03 nach dem Vorbild der Kirche in Weißbriach erbaute. Das Gotteshaus besteht aus einem vierjochigen Langhaus, einem einjochigen Chor mit Dreiachtelschluss und einem vorgestellten westlichen Eingangsturm. Über dem Langhaus erhebt sich ein Sternrippengewölbe. Die Fenster im Altarraum mit Szenen aus dem Leben Jesu Christi gestaltete 1991 Erika Wolf-Rubenser. Den Altar und die Kanzel schuf vermutlich 1904 Carl Zundler. Der aufwendig geschnitzte Altar mit Fialen über den Seitenteilen zeigt am Altarblatt den auferstandenen Christus. | BDA-Hist.: Q1380921 Status: § 2a Stand der BDA-Liste: 2025-06-30 Name: Evangelische Kirche GstNr.: .263 Kirche Techendorf                      |